# Omloop Het Volk 2008
L'Omloop Het Volk 2008, sessantunesima edizione della corsa, valido come evento dell'UCI Europe Tour 2008 categoria 1.HC, si svolse il 1º marzo 2008 per un percorso di 199 km. Fu vinto dal belga Philippe Gilbert, che terminò la gara in 4h55'25" alla media di 40,417 km/h.
Dei 198 ciclisti alla partenza furono in 143 a portare a termine il percorso.

## Percorso
La partenza dell'Omloop Het Volk 2008 era all'esterno dello SMAK di Gand, il Museo d'arte contemporanea; i primi 70 km erano quindi piani mentre i successivi 40 includevano cinque salite corte e dure ed un settore in pavé. Nei successivi 55 km si affrontavano i settori in pavé di Donderij e Hof ter Fiennestraat e le scalate dell'Oud Kruisberg, del Taaienberg, dell'Eikenberg e del Wolvenberg. Il Molenberg era l'ascesa finale, a 39 chilometri dal traguardo. La corsa finiva nel centro di Gand, sulla via Charles de Kerchovelaan di fronte al parco della Cittadella.

## Squadre e corridori partecipanti
| N.      | Cod. | Squadra                          |
| ------- | ---- | -------------------------------- |
| 1-8     | LIQ  | Liquigas                         |
| 11-18   | QST  | Quick Step                       |
| 21-28   | SIL  | Silence-Lotto                    |
| 31-38   | AST  | Astana                           |
| 41-48   | BTL  | Bouygues Télécom                 |
| 51-58   | COF  | Cofidis, le Crédit par Téléphone |
| 61-68   | THR  | Team High Road                   |
| 71-78   | ALM  | AG2R La Mondiale                 |
| 81-88   | C.A  | Crédit Agricole                  |
| 91-98   | FDJ  | Française des Jeux               |
| 101-108 | GST  | Team Gerolsteiner                |
| 111-118 | RAB  | Rabobank                         |
| 121-128 | CSC  | Team CSC-Saxo Bank               |

| N.      | Cod. | Squadra                         |
| ------- | ---- | ------------------------------- |
| 131-138 | MRM  | Team Milram                     |
| 141-148 | LAN  | Landbouwkrediet-Tönissteiner    |
| 151-158 | TSV  | Topsport Vlaanderen             |
| 161-168 | MIT  | Mitsubishi-Jartazi              |
| 171-178 | PSK  | PSK Whirlpool-Author            |
| 181-188 | TSL  | Slipstream-Chipotle             |
| 191-198 | VBG  | Volksbank-Vorarlberg            |
| 201-208 | COS  | Cycle Collstrop                 |
| 211-218 | AGR  | Agritubel                       |
| 221-228 | ELK  | Elk Haus-Simplon                |
| 231-238 | SKS  | Skil-Shimano                    |
| 241-248 | WIL  | Willems Verandas Continental T. |

## Ordine d'arrivo (Top 10)
| Pos. | Corridore           | Squadra         | Tempo    |
| ---- | ------------------- | --------------- | -------- |
| 1    | Philippe Gilbert    | Franç. des Jeux | 4h55'25" |
| 2    | Nick Nuyens         | Cofidis         | a 58"    |
| 3    | Thor Hushovd        | Crédit Agricole | a 1'06"  |
| 4    | Jurij Krivcov       | AG2R La Mond.   | s.t.     |
| 5    | Aljaksandr Kučynski | Liquigas        | a 1'12"  |
| 6    | Nicolas Jalabert    | Agritubel       | a 1'13"  |
| 7    | Leif Hoste          | Silence-Lotto   | s.t.     |
| 8    | Allan Johansen      | CSC-Saxo Bank   | a 1'16"  |
| 9    | Jan Kuyckx          | Landbouwkrediet | a 1'53"  |
| 10   | Arnaud Gérard       | Franç. des Jeux | s.t.     |